# Ahorn, Schweiz
Ahorn är ett berg i Schweiz. Det ligger i distriktet Willisau och kantonen Luzern, i den centrala delen av landet. Toppen på Ahorn är 1 125 meter över havet.
Terrängen runt Ahorn är huvudsakligen kuperad. Den högsta punkten i närheten är Farnli-Esel, 1 360 meter över havet, 4,7 km söder om Ahorn.
I omgivningarna runt Ahorn växer i huvudsak blandskog och ängar.